# Katenahalli, Haveri
Katenahalli là một làng thuộc tehsil Haveri, huyện Haveri, bang Karnataka, Ấn Độ.